# Minh Hoàng
Minh Hoàng là một xã thuộc huyện Phù Cừ, tỉnh Hưng Yên, Việt Nam.

## Địa Lý
Xã Minh Hoàng nằm ở phía đông bắc huyện Phù Cừ, có vị trí địa lý:
- Phía đông và phía nam giáp xã Đoàn Đào
- Phía tây giáp huyện Tiên Lữ
- Phía bắc giáp huyện Ân Thi.

Xã Minh Hoàng có diện tích 5,73 km², dân số năm 2019 là 4.603 người, mật độ dân số đạt 804 người/km².

## Hành chính
Xã Minh Hoàng được chia thành 4 thôn: Hoàng Tranh, Ngọc Trúc, Ải Quan, Quế Lâm.

## Lịch sử
Sau năm 1946, Minh Hoàng một xã thuộc huyện Phù Cừ.
Ngày 26 tháng 1 năm 1968, tỉnh Hưng Yên hợp nhất với tỉnh Hải Dương thành tỉnh Hải Hưng và xã Minh Hoàng thuộc huyện Phù Cừ, tỉnh Hải Hưng.
Ngày 11 tháng 3 năm 1977, Hội đồng Chính phủ ban hành Quyết định 58-CP về việc hợp nhất hai huyện Phù Cừ và Tiên Lữ thành huyện Phù Tiên và xã Minh Hoàng thuộc huyện Phù Tiên, tỉnh Hải Hưng.
Ngày 6 tháng 11 năm 1996, Quốc hội ban hành Nghị quyết về việc chia tỉnh Hải Hưng thành 2 tỉnh Hải Dương và Hưng Yên và xã Minh Hoàng thuộc huyện Phù Tiên, tỉnh Hưng Yên.
Ngày 24 tháng 2 năm 1997, Chính phủ ban hành Nghị định 17-CP về việc chuyển xã Minh Hoàng thuộc huyện Phù Tiên về huyện Phù Cừ mới tái lập quản lý.